# Joaquín Araújo Ponciano
Joaquín Araújo Ponciano (Madrid, 31 de diciembre de 1947) es un naturalista y autor español de numerosos libros. Columnista habitual en los principales periódicos de España, trabaja asimismo como director, realizador, guionista y presentador de series y documentales de televisión. Es presidente de Proyecto Gran Simio en España.

## Trayectoria
Fue colaborador de Félix Rodríguez de la Fuente, llegando a participar en algunos programas de la celebrada serie El hombre y la Tierra, durante los años 1970.
En 1991 su labor fue reconocida con el Premio GLOBAL 500 de la ONU. En 1992, escribió y publicó un libro infantil titulado ¡Viva la vida! Fraternidad con la naturaleza, ilustrado por Willi Glasauer, y publicado por Círculo de Lectores. Ganó el Premio Ondas Mediterráneas de Difusión y Sensibilización 2004 y el Premio Fundación BBVA a la Difusión del Conocimiento y Sensibilización en Conservación de la Biodiversidad 2006.
Araújo vive en una finca cerca de Navatrasierra de la comarca de Las Villuercas, donde practica la agricultura ecológica, y a donde llegó con 21 años cuando todavía las carreteras no estaban asfaltadas, sintiendo un verdadero flechazo por esa tierra.
Como escritor es autor único de más de 120 libros y ha participado en otros cien libros colectivos. También es un reputado y prolífico escritor de aforismos.

## Actividades de divulgación
- Junto con Félix Rodríguez de la Fuente publicó la Enciclopedia Salvat de la fauna ibérica y europea.
- Desde febrero del 2007, dirigió el blog Tierra de elmundo.es.[11]
- En 2010, organizó en Madrid, junto con el humorista gráfico Forges, una exposición titulada El ambiente siempre está en medio.[12]